# Hypolimnas cissalma
Hypolimnas cissalma är en fjärilsart som beskrevs av Suffert 1904. Hypolimnas cissalma ingår i släktet Hypolimnas och familjen praktfjärilar. Inga underarter finns listade i Catalogue of Life.